# طیف (آلبوم گروپر)
طیف (به انگلیسی: Shade) دوازدهمین آلبوم استودیویی از موسیقی‌دان آمریکایی لیز هریس می‌باشد که تحت نام هنری گروپر منتشر شده‌است. این آلبوم در ۲۲ اکتبر سال ۲۰۲۱ در ایالات متحده از سوی کرانکی منتشر گردید.